# Кубуру Кано, Самуэль
Самуэ́ль Абдул Кубу́ру Кано (исп. Samuel Abdul Cuburu Cano; род. 20 февраля 1928 — умер до 2023 года) — мексиканский футболист, играл на позиции атакующего полузащитника. Участник чемпионата мира 1950 года.

## Биография

### Клубная карьера
В течение пяти сезонов Кубуру играл за «Пуэблу», в составе которой так и не выиграл титулов. Затем он перешёл в «Сакатепек», с которым в 1955 году выиграл чемпионский титул. Кубуру был одним из лучших атакующих полузащитников в чемпионате Мексики. В 1956 году стал игроком клуба «Куаутла», за который играл в течение пяти сезонов.

### Карьера в сборной
В составе сборной Мексики принимал участие на чемпионате мира 1950 года, где сыграл в матче группового этапа со сборной Югославии (1:4). Всего за сборную Мексики сыграл 4 матча.

## Достижения
«Сакатепек»
- Чемпион Мексики (1): 1954/55